# Кузнецкий Мост (станция метро)
«Кузне́цкий Мост» — станция Таганско-Краснопресненской линии Московского метрополитена, расположена между станциями «Пушкинская» и «Китай-город».
Открыта 17 декабря 1975 года в составе участка «Баррикадная» — «Китай-город». Названа по одноимённой улице, которая получила своё имя от моста через Неглинку.

## История
Станция открыта 17 декабря 1975 года в составе участка «Баррикадная» — «Китай-город», после ввода в эксплуатацию которого в Московском метрополитене стало 99 станций.

## Вестибюли и пересадки
Единственный выход находится в северо-западном торце станции и ведёт в наземный вестибюль, расположенный во дворе дома Торлецкого — Захарьина (улица Рождественка, 6/20/9), близ её пересечения с  Пушечной улицей и Кузнецким Мостом. Переход на станцию «Лубянка» из юго-восточного торца станции по эскалатору.
В марте 2016 года был завершён ремонт наземного вестибюля станции.

## Станция в цифрах
- Глубина заложения — 39,5 м.
- Конструкция станции состоит из трёх тоннелей: двух боковых диаметром в 8,5 м и среднего диаметром 9,5 м[3].
- Ширина среднего зала — 8,2 м,
- Высота среднего зала — 6,25 м.
- Ширина платформы — 16,1 м.
- Шаг колонн — 5,25 м[3].
- Таблица времени прохождения первого поезда через станцию[4]:

| По чётным числам                | Будние дни | Выходные дни |
| По нечётным числам              | Будние дни | Выходные дни |
| В сторону станции «Китай-город» | 05:48:00   | 05:48:00     |
| В сторону станции «Китай-город» | 05:46:00   | 05:46:00     |
| В сторону станции «Пушкинская»  | 05:58:00   | 05:59:00     |
| В сторону станции «Пушкинская»  | 05:55:00   | 05:55:00     |

## Техническая характеристика и оформление
Станция сооружена из сборной чугунной обделки по типовому проекту колонной трёхсводчатой станции глубокого заложения. Свод опирается на стальные колонны через фасонные клинчатые перемычки.
Колонны, переходящие в арочные полукружия над проходами к платформам, отделаны серо-голубым и розовым мрамором «газган».
Путевые стены облицованы белым мрамором «коелга» с цоколем из чёрного и серого гранита и украшены шестью декоративными вставками из алюминия работы М. Н. Алексеева; искры, вылетающие из-под наковальни, клещи и молот, выковывающий серп, старинное оружие, топоры, пики, ружья, пушки и ядра — произведения кузнечного ремесла.
В центре станции в форме буквы «П» установлены три скамейки, скрывающие спуск в подплатформенные помещения.
Пол на станции выложен розовым гранитом «Возрождение», а также чёрным и серым гранитом, образующим несложный орнамент в виде квадратов по оси станции и полос вдоль ряда колонн. Пол перед эскалатором на переход к станции «Лубянка» выложен керамической плиткой коричневого и белого цветов, уложенной хаотично без какого-либо рисунка.
Центральный зал освещается сплошным рядом светильников угловатой формы по оси станции, боковые залы — аналогичными светильниками на своде. По первоначальному проекту светильники представляли собой простую лаконичную конструкцию, вытянутую вдоль всей станции. Однако в итоге они получили более динамичный рисунок из чередующихся заостренных книзу профилей. Архитекторы станции Н. А. Алёшина и Н. К. Самойлова были удостоены Премии Совета Министров СССР 1977 года.

## Наземный общественный транспорт
На этой станции можно пересесть на следующие маршруты городского пассажирского транспорта:
- Автобусы: м2, м3, м3к, м6, м7, м9, м40, м90, е10, е30, 538, с633, н1, н2, н6, н9, н10, н11, н12, н14, н15

## В массовой культуре
Станция появляется в романе Дмитрия Глуховского «Метро 2033» и одноимённой игре. По сюжету станция служила кузницей, где собирается большая часть оружия, используемого жителями Метро для сражений с мутантами и друг с другом. И хотя «Кузнецкий Мост» был свободной станцией, он кишел чекистами и солдатами Красной Линии с Лубянки, занимавшимися вербовкой бойцов для штурма укреплений неонацистского Четвёртого Рейха.
«Кузнецкий Мост» был необычной станцией. Он весь состоял из мастерских. Тут собирали большую часть оружия, обращавшегося в метро. Я искал Андрея Мастера… Но он нашел меня первым.Артём, Metro 2033

## Галерея

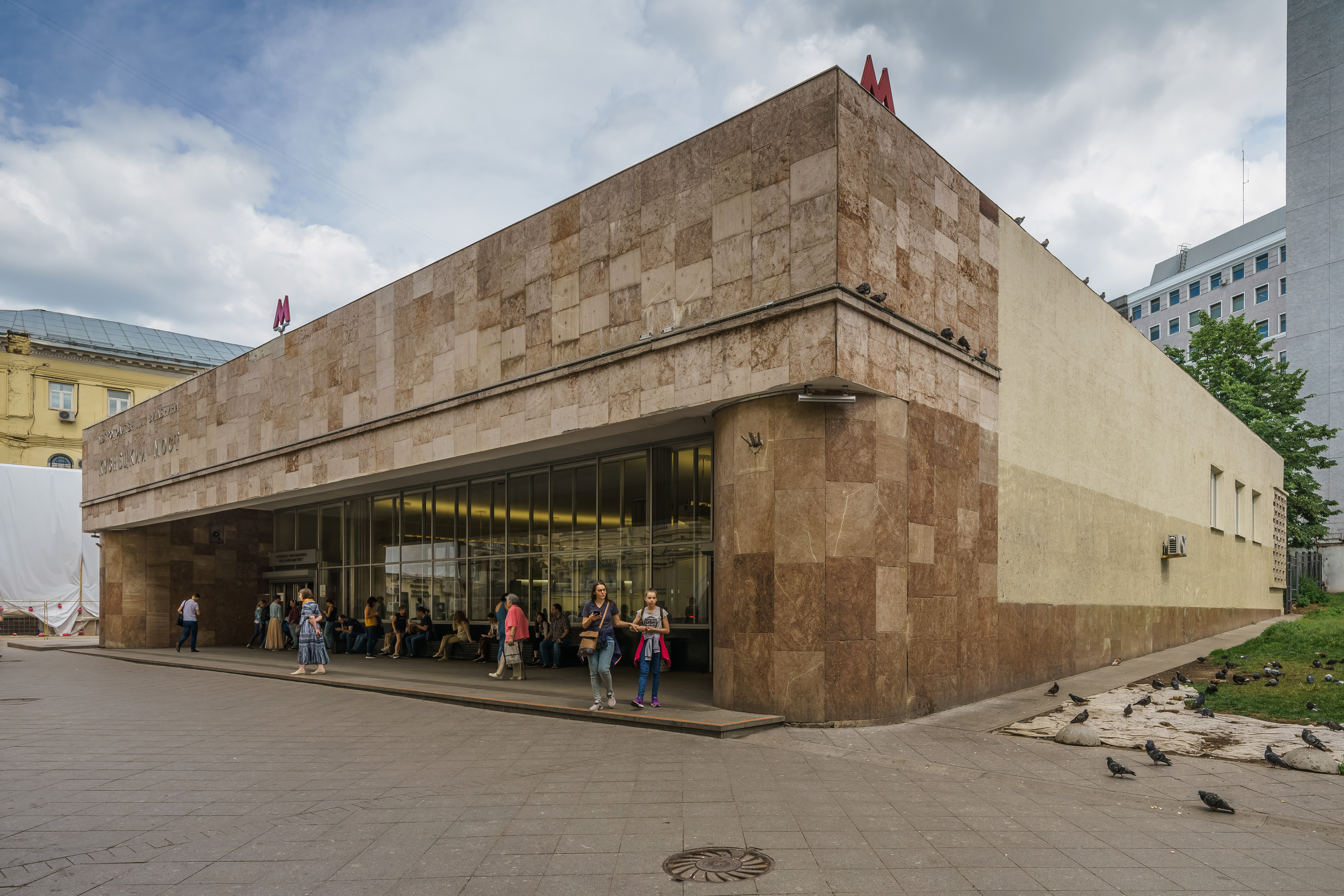
Вестибюль станции
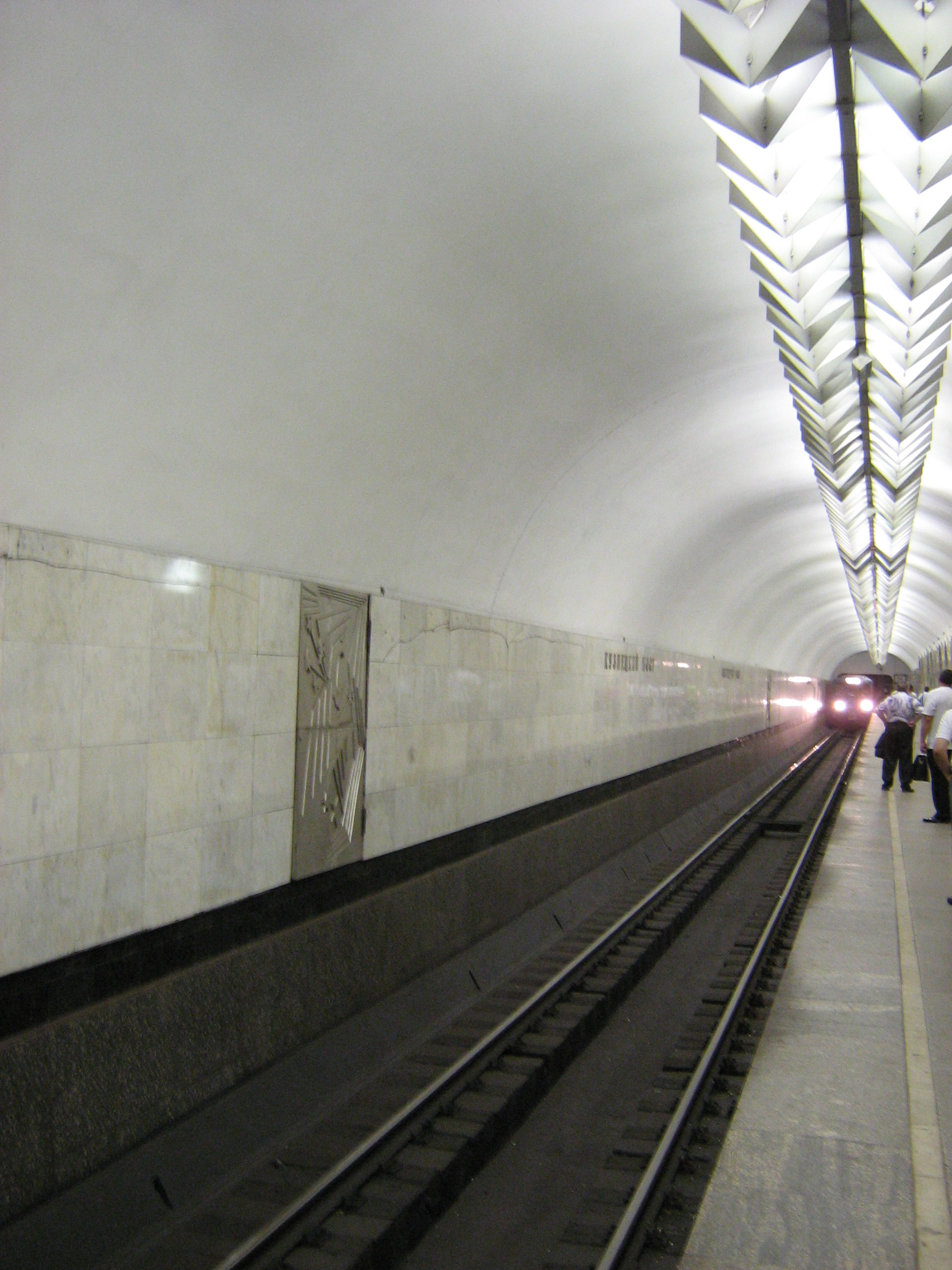
Платформа. 6 августа 2007 года
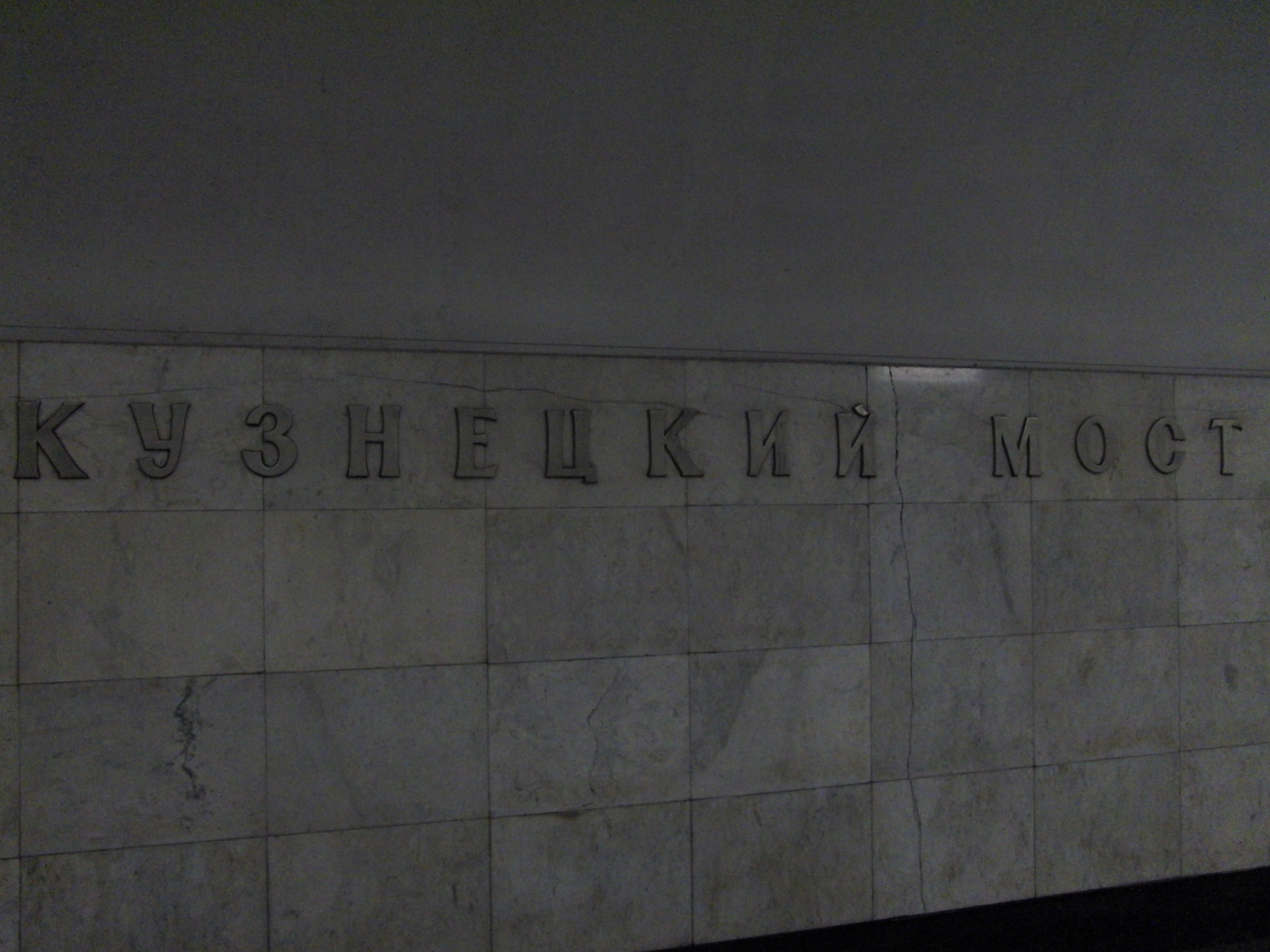
Название на путевой стене. 6 сентября 2009 года
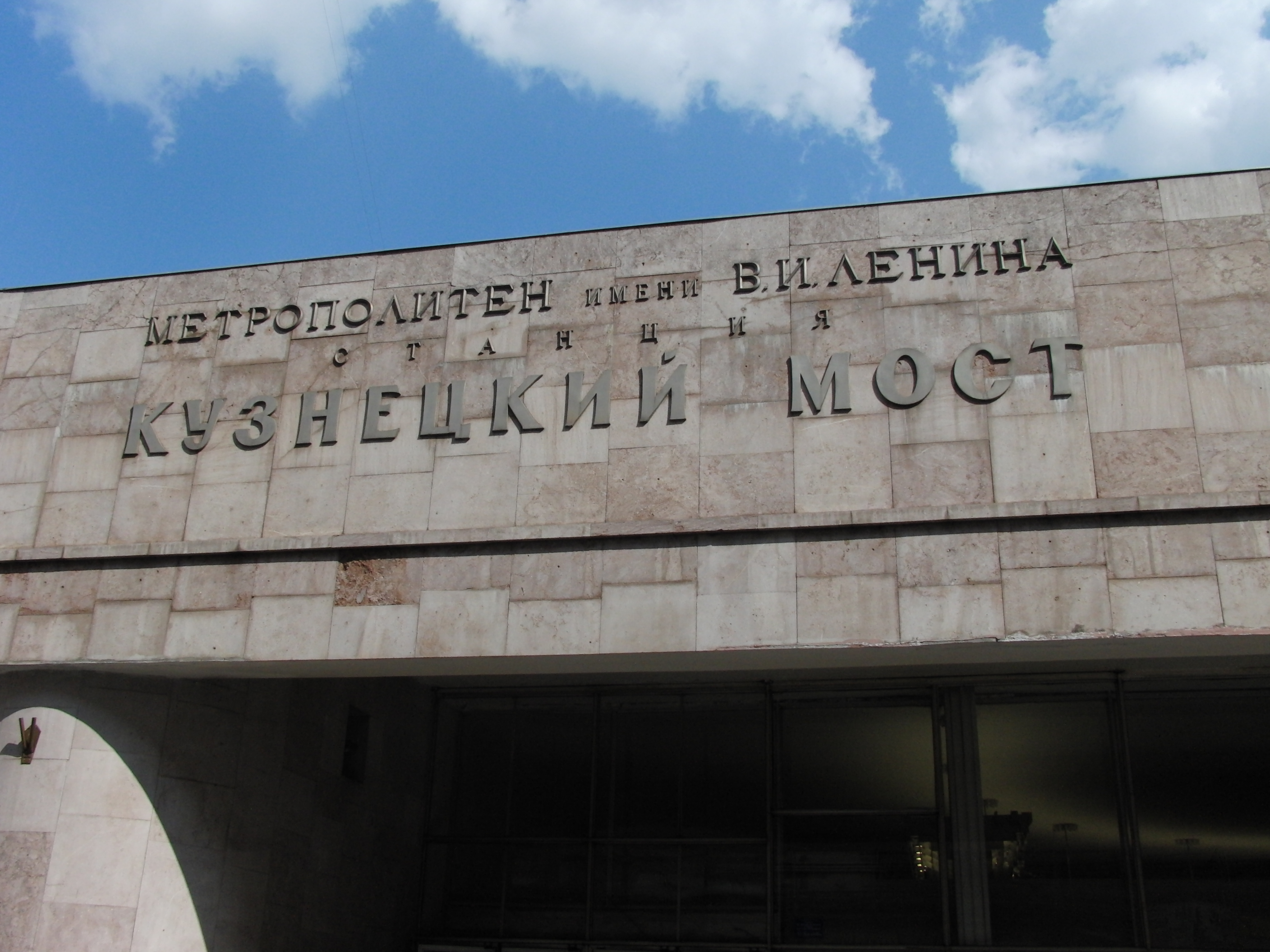
Название на здании вестибюля. 14 августа 2010 года
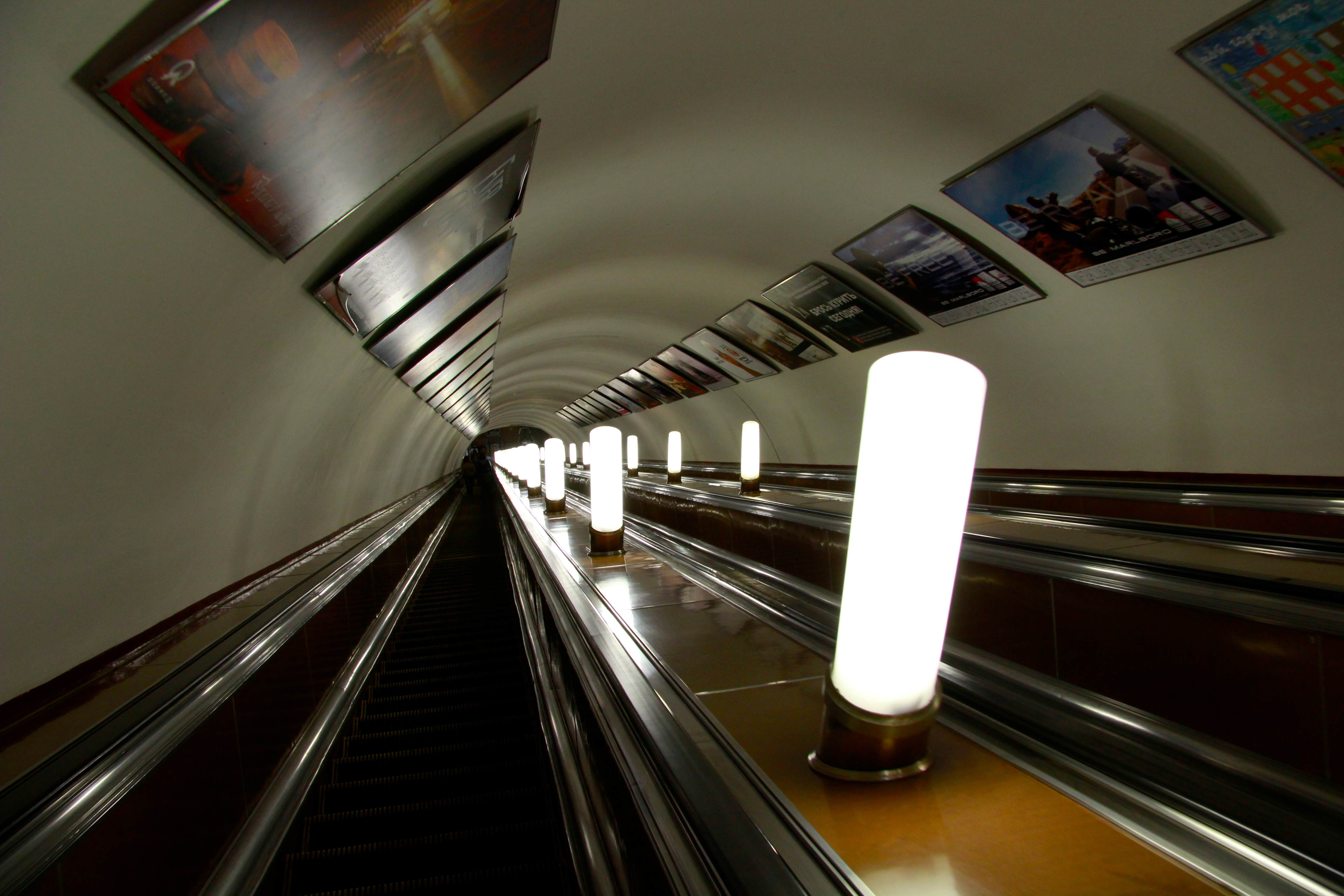
Эскалаторы. 15 мая 2011 года
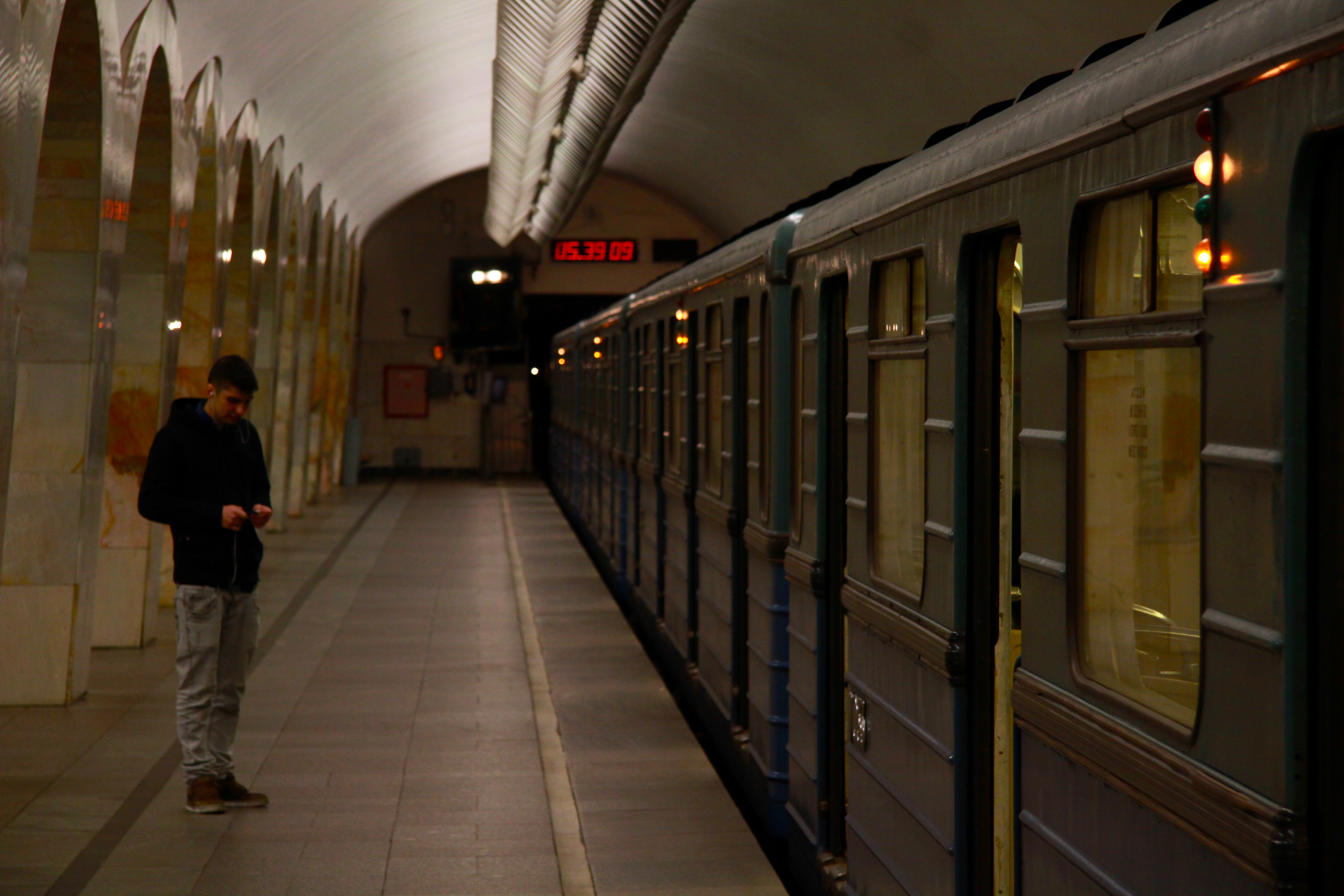
Первый утренний поезд. 15 мая 2011 года
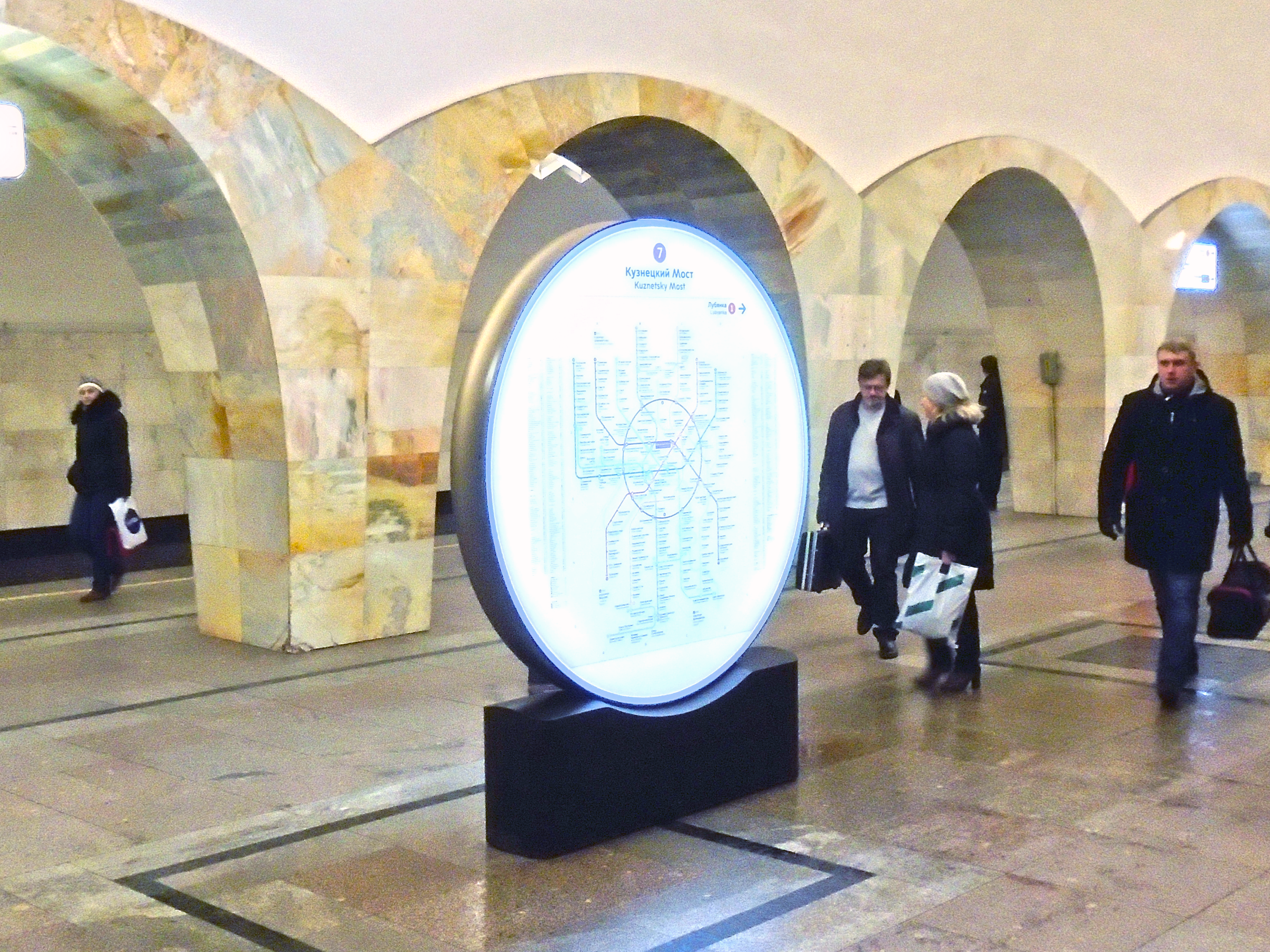
Круг-схема с новым дизайном оформления указателей в центре зала. 9 января 2015 года